# Barwice
Pour la gmina, voir Barwice (gmina).
Barwice (en allemand : Bärwalde) est une ville de la voïvodie de Poméranie-Occidentale, dans le nord-ouest de la Pologne.

## Histoire
De 1725 à 1945, Bärwalde fait partie de l'arrondissement de Neustettin dans le district de Köslin au sein de la province de Poméranie.